# Kärlek och kassabrist
Pour plus de détails, voir Fiche technique et Distribution.
Kärlek och kassabrist est un film suédois réalisé par Gustaf Molander, sorti en 1932.

## Fiche technique
- Titre : Kärlek och kassabrist
- Réalisation : Gustaf Molander
- Scénario : Gösta Stevens d'après la pièce de Vilhelm Moberg
- Photographie : Julius Jaenzon
- Musique : Eric Bengtson (en)
- Pays d'origine : Suède
- Format : Noir et blanc - 1,37:1
- Genre : comédie
- Durée : 72 minutes
- Date de sortie : 1932

## Distribution
- Sigurd Wallén : Andersson
- Tutta Rolf : Margit Hauge
- Edvin Adolphson : Bengt Berger
- Dagmar Ebbesen : Augusta
- Ruth Stevens (en) : Svea Strandin
- Thor Modéen (en) : Gyllén
- Nils Lundell (en) : Acel Lindell
- Victor Lundberg : Embezzler
- Doris Nelson : Prof
- John Melin (en) : Olsson
- Ludde Juberg (en) : Embezzler